# فرودگاه نیروی هوایی سلطنتی لوچارس
فرودگاه نیروی هوایی سلطنتی لوچارس (به انگلیسی: RAF Leuchars) یک فرودگاه نظامی با کد یاتا ADX است که یک باند فرود آسفالت دارد و طول باند آن ۱۴۶۴ متر است. این فرودگاه در کشور اسکاتلند قرار دارد و در ارتفاع ۱۲ متری از سطح دریا واقع شده است.